# 6 Teens
De 6 Teens (uitspraak "six teens") was van 2003 tot 2004 een Belgische muziekgroep. De zes jongeren waar de groep uit bestond begonnen hun carrière met optredens in de videoclips van Samson en Gert, en de kerstshows van dit duo. Later mochten zij ook meezingen in de liedjes. Nadien begonnen de zes jongeren een eigen groepje. "Wij zijn de 6 Teens" haalde op 1 maart 2003 de Ultratop 50 waar het nummer 9 weken bleef in staan. Optreden deed de groep onder andere op Pennenzakkenrock en het Zomerfestival in Ahoy.
Bij de opstart van de groep werden de demo's ingezongen door een andere leadzanger, maar die verliet de groep kort nadat ze in de Ultratop 50 belanden.
Later begon Matthew Michel nog een eigen zangcarrière, maar tegenwoordig is hij vooral actief als musicalacteur. Daphne Wellens was nog te zien in producties van Studio 100. Zo speelde zij van 2007 tot 2008 mee in Spring en is ze ook te zien in De Rodenburgs.

## Leden
- Matthew Michel
- Charis Clement
- Daphne Wellens
- Devy Widjaja
- Katrien De Bruyn
- Sandra Hillaerts

## Nummers

### Ingezongen samen metSamson & Gert
- De wereld is mooi! (2001)
- Yeah yeah yeah (2001)
- Wij zijn op elkaar (2001)
- Oh la la la! (2002)
- Ole pistolé (2002)

### Apart ingezongen
- Wij zijn de 6 Teens (2003)
- It's Allright (2003)
- Vriendschap (2004)
- Dansen op de daken (2004)
- I love you baby  (2005)
- Op elkaar  (2006)